# 乔后镇
乔后镇，是中华人民共和国云南省大理白族自治州洱源县下辖的一个乡镇级行政单位。
本名为“桥后”。中華人民共和國成立前归剑川县管辖，后来归洱源县。乔后以产盐闻名，乔后盐矿自清朝初年即开始開採，至今有300多年的历史，是云南主要产盐地之一。

## 行政区划
乔后镇下辖以下地区：
乔后村、大集村、源安邑村、柴坝村、大树村、温坡村、丰乐村、文开村、永新村、黄花坪村和新坪村。